# 恵畑ゆう
恵畑 ゆう（えばた ゆう、本名：恵畑 悠、1979年5月10日 - ）は、日本のダンサー、俳優、歌手。
元東宝芸能所属。鹿児島県鹿児島市。身長167cm、血液型はO型。

## 経歴
高校卒業後に上京し、主にミュージカルを中心に活躍。
2000年、さいたまスーパーアリーナ創立記念ミュージカル「火の鳥」（蜷川幸雄監督）に出演。
2002年4月より『BSおかあさんといっしょ』にて、たいそうのおにいさんに就任。共演のうたのおにいさんはひなたおさむ、うたのおねえさんはかまだみき。
体操の曲は番組開始の2002年4月から2005年3月までは「あ・い・うー」を、2005年4月から番組終了の2010年3月までは「ぱわわぷたいそう」を担当した（これは、地上波のたいそうのおにいさん・2005年3月の佐藤弘道の卒業と、2005年4月の小林よしひさの就任と同時）。
恵畑は元々うたのおにいさんを志望しており、なおかつ歌唱力が高かったことからうたのおにいさんの側面もあり、ひなた・かまだと共に歌唱する機会が多く、時には恵畑がソロで歌唱することもあった。
2010年3月をもって『BSおかあさんといっしょ』が放送終了したことに伴い、たいそうのおにいさんを卒業。在任期間は8年。
2010年4月から2022年3月にかけて「いないいないばあっ!ワンワンわんだーらんど」において、「ゆうくん」（犬のかぶり物着用）というキャラクターで出演していた（このため、BSおかあさんといっしょとワンワンわんだーらんども含めると、20年間（BSおかあさんといっしょは、2002年4月から2010年3月までの8年間、ワンワンわんだーらんどは、2010年4月から2022年3月までの12年間）も子供向け活動を続けていた）。

## 出演（子供向け）
テレビ
- BSおかあさんといっしょ（2002年 - 2010年）
- あつまれ!ワンワンわんだーらんど→ワンワンわんだーらんど（2010年 - 2022年）
- BSななみDEどーも（2007年 - 2010年、ゲスト出演）
- みんなDEどーもくん!（2013年2月17日、ゲスト出演）

### おかあさんといっしょ コンサート
| 公演                            | タイトル                                                                         | 出演者（一部を除く） |
| BSおかあさんといっしょ          | BSおかあさんといっしょ                                                           | BSおかあさんといっしょ |
| ------------------------------- | -------------------------------------------------------------------------------- | --- |
| 2002年                          | 元気いっぱい!たまたまご                                                          | 杉田あきひろ、つのだりょうこ、佐藤弘道、タリキヨコ スプー、アネム、ズズ、ジャコビ ひなたおさむ、かまだみき、恵畑ゆう 小林よしひさ（大学時代、エキストラ出演） |
| 2002年                          | ぐ〜チョコランタンとゆかいな仲間の大行進 〜ドーム・夢のわんパーク広場〜          | 坂田おさむ、瀧本瞳、松野ちか、輪島直幸 ミーオ、ダリオ、ひなたおさむ、かまだみき、恵畑ゆう スプー、アネム、ズズ、ジャコビ、どーもくん |
| 2002年                          | バナナン島の大ぼうけん!                                                          | 杉田あきひろ、つのだりょうこ、佐藤弘道、タリキヨコ スプー、アネム、ズズ、ジャコビ ひなたおさむ、かまだみき、恵畑ゆう |
| 2003年                          | BSおかあさんといっしょ ファミリーコンサート うたってあそぼう!イェーイェーイェー! | ひなたおさむ、かまだみき、恵畑ゆう スプー、アネム、ズズ、ジャコビ |
| 2005年                          | 弘道おにいさんとあそぼ! 夢のビッグパレード ぐ〜チョコランタンとゆかいな仲間たち  | 佐藤弘道、今井ゆうぞう、はいだしょうこ、タリキヨコ スプー、アネム、ズズ、ジャコビ ひなたおさむ、かまだみき、恵畑ゆう 坂田おさむ、つのだりょうこ モリゾー、キッコロ |
| 2006年                          | ぼよよ〜んととびだせ! コンサート                                                 | 今井ゆうぞう、はいだしょうこ、小林よしひさ、いとうまゆ スプー、アネム、ズズ、ジャコビ、ガタラット ひなたおさむ、かまだみき、恵畑ゆう |
| 2006年                          | おいでよ! びっくりパーティーへ                                                   | 今井ゆうぞう、はいだしょうこ、小林よしひさ、いとうまゆ スプー、アネム、ズズ、ジャコビ ひなたおさむ、かまだみき、恵畑ゆう |
| 2007年                          | ぐ〜チョコランタンとゆかいな仲間たち ふしぎな森へようこそ!                       | 今井ゆうぞう、はいだしょうこ、小林よしひさ、いとうまゆ スプー、アネム、ズズ、ジャコビ ひなたおさむ、かまだみき、恵畑ゆう |
| 2008年                          | みんなおいでよ!うたのパレード                                                    | 今井ゆうぞう、はいだしょうこ、小林よしひさ、いとうまゆ スプー、アネム、ズズ、ジャコビ ひなたおさむ、かまだみき、恵畑ゆう |
| 2008年                          | おまつりコンサートをすりかえろ!                                                  | 横山だいすけ、三谷たくみ、小林よしひさ、いとうまゆ スプー、アネム、ズズ、ジャコビ、ガタラット ひなたおさむ、かまだみき、恵畑ゆう |
| 2009年                          | 星空のメリーゴーラウンド 〜50周年記念コンサート〜                                | 横山だいすけ、三谷たくみ、小林よしひさ、いとうまゆ ライゴー、スイリン、プゥート ひなたおさむ、かまだみき、恵畑ゆう スプー、アネム、ズズ、ジャコビ 眞理ヨシコ、田中星児 坂田おさむ、神崎ゆう子、速水けんたろう、茂森あゆみ 杉田あきひろ、今井ゆうぞう、はいだしょうこ 天野勝弘、佐藤弘道 じゃじゃまる、ぴっころ、ぽろり |
| 2010年                          | 青空ワンダーランド                                                               | 横山だいすけ、三谷たくみ、小林よしひさ、いとうまゆ ライゴー、スイリン、プゥート ひなたおさむ、かまだみき、恵畑ゆう スプー、アネム、ズズ、ジャコビ |
| あつまれ!ワンワンわんだーらんど |                                                                                  | |
| 2011年                          | おいでよ!夢の遊園地                                                              | 横山だいすけ、三谷たくみ、小林よしひさ、いとうまゆ ライゴー、スイリン、プゥート ワンワン （VTR出演）ゆうくん ひなたおさむ、かまだみき スプー、アネム、ズズ、ジャコビ |
| 2013年                          | みんないっしょに! 空までとどけ!みんなの想い!                                     | 横山だいすけ、三谷たくみ、小林よしひさ、上原りさ ムテ吉、ミーニャ、メーコブ ワンワン、ことちゃん、ゆうくん、コロ、バウ シュッシュ、ポッポ、なお （VTR出演）ララパ、うーたん、せいや、パンタン駅長 |

## 舞台
- 『マクベス』マルコム役（1994年）
- 『GANG』（1998年）
- 『ヘンゼルとグレーテル』（1998年）
- 『銀河鉄道の夜』（1999年）
- 『サウンド・オブ・ミュージック』クルト役（1999年）
- 『オズの魔法使い』（1999年）
- 『魔笛』　パパゲーノ役（1999年）
- 『キャンプディズニー』レンジャーのお兄さん（2000年）
- 『NINAGAWA 火の鳥（にながわ ひのとり）』（2000年）
- 『お菓子サミット2005』パネラー出演（2005年11月 六本木ヒルズ・49タワーホール）

## その他
- ビデオ ベネッセコーポレーション『ミュージックシリーズ』（ - 2002年）
- ビデオ ベネッセコーポレーション『じゃんぷ』（2003年 - 2006年）

## 同期のキャスト
- ひなたおさむ
- かまだみき